# Karelijska ožina
Karelijska ožina (rusko Карельский перешеек; finščina: Karjalankannas) je približno 45–110 km širok odsek kopnega med Finskim zalivom in Ladoškim jezerom na severozahodu Rusije, severno od reke Neve (med 61 ° 21 "N, 59 ° 46'N in 27 ° 42'E, 31 ° 08'E). Njena severozahodna meja je razmeroma ozko območje med zalivom Viborg in Ladoškim jezerom. Karelijska ožina danes sodi pod Sankt Peterburg oziroma Leningrajsko oblast severno od Neve, in pokriva območje okoli 15.000 km².
Manjši del ožine na jugovzhodu stare Rusko-Finske meje, je zgodovinsko Severna Ingrija, namesto del Karelijske ožine sam. Preostali del ožine je zgodovinsko del finske Karelije. To je zasedel ruski imperij v Veliki severni vojni leta 1712 in jo vključil skupaj z avtonomno Veliko vojvodino Finsko (1809–1917) v Ruski imperij. Ko je Finska postala neodvisna leta 1917, je ožina (razen območje, ki približno ustreza današnjemu okrožju Vsevoložski in nekaj okrožij Sankt Peterburga), ostala finska. Finska Karelija je pripadla Sovjetski zvezi po Zimski vojni (1939–1940) in nadaljevanju vojne (1941–1944). V 1940–1941, v času začasnega miru, je bila večina ozemlja v ožini vključena v Karelo-finsko SSR. Po drugi svetovni vojni je bila celotna ožina razdeljena med mesti Sankt Peterburg (večinoma okrožje Kurortni), tudi okrožje Priozerski, Vsevoložski in Viborgski Leningrajske oblasti.
Po popisu prebivalstva iz leta 2002 Karelijsko ožino naseljuje 539.000 prebivalcev. Številni prebivalci Sankt Petersburga prihajajo na ožino med počitnicami.

## Geografija, rastlinstvo in živalstvo
Na površje ožine je močno vplivala Weichsel poledenitev. Njena najvišja točka leži na Lembolovi visoki moreni na približno 205 m. Na ožini ni gora, strmi hribi se pojavljajo na nekaterih mestih.
Vuoksi, največja reka, teče v smeri SV od jezera Saimaa na Finskem do Ladoškega jezera in deli ožino na dva neenaka dela. Prekop Saimaa so odprli leta 1856 za povezavo jezera Saimaa do zaliva Vyborg.
Karelijska ožina leži v skandinavski ekoregiji in ruski tajgi. Geobotanično leži na stičišču srednje, vzhodne in severno evropske floristične regije, regije circumboreal, v borealnem kraljestvu.
Ožina je večinoma prekrita z iglavci, ki jih tvorijo rdeči bora (Pinus sylvestris) in norveška smreka (Picea abies), s številnimi jezeri (npr. Sukhodolsko in Gluboko), kot tudi nizkimi travami, nizkim in Sphagnum - visokim barjem. Gozdovi pokrivajo približno 11,700 km iz ožine, več kot tri četrtine njenega celotnega območja. Močvirnata območja zasedajo v povprečju 5,5 % ozemlja. V velikem sosednjem območju vzdolž obale Ladoškega jezera v okrožju Vsevolozhsky, v jugovzhodnem delu ožine, se barja pojavljajo veliko pogosteje kot v drugih delih. Enako je nekoč veljalo za nižine ob reki Nevi, ki je izsušena. Tla so pretežno podzol, ki vsebuje velike balvane, predvsem na severu in severozahodu, kjer se pojavljajo veliki izdanki granitnih skal.
Borovi gozdovi (s Pinus sylvestris) so najbolj razširjeni in zasedajo 51% gozdnih površin Karelijske ožine, sledijo smrekovimi gozdovi (s Picea abies, 29%) in brezovi gozdi (s Betula pendula in B. pubescens, 16%). Na bolj rodovitnih tleh in ugodnejših lokacijah najdemo ostrolistni javor (Acer platanoides), črno jelšo (Alnus glutinosa), sivo jelšo (Alnus incana), trepetliko (Populus tremula ), dob (Quercus robur), sivo vrbo (Salix cinerea), temnolistnato vrbo (Salix myrsinifolia), čajevolistno vrbo (Salix phylicifolia) in evropski beli brest (Ulmus laevis). Skupna vegetacija različnih vrst borovih gozdov vključuje vresje (Calluna), brusnice (Empetrum nigrum), navadni brin (Juniperus communis), močvirsko vrbo (Salix aurita), brusnice (Vaccinium vitis-idaea), vodna preslica (Equisetum fluviatile), praprot (Pteridium aquilinum), razne trave (Avenella flexuosa in Carex globularis), mahove (Pleurozium schreberi), Sphagnum angustifolium in S. russowii in lišaje (Cladonia spp). V različnih smrekovih gozdovih raste lesna preslica (Equisetum sylvaticum), kislica (Oxalis acetosella), borovnica, brusnica, Avenella flexuosa, Calamagrostis arundinacea, Carex globularis in mahovi Polytrichum commune in Sphagnum girgensohnii. Vegetacija različnih brezovih gozdov obsega še brestovolistni oslad (Filipendula ulmaria), kislico, borovnice in trave Calamagrostis arundinacea in C. canescens.
V ožini so evidentirali 1184 prosto živečih vaskularnih rastlin. Tipični prebivalci gozdov so ponovno uvedeni rdeča veverica, los, rdeča lisica, planinski zajec in prašič.
Podnebje ožine je zmerno celinsko, s 650-800 mm povprečne količine padavin na leto, dolgimi zasneženimi zimami, ki trajajo od novembra do sredine aprila, ko temperature občasno dosežejo okoli −40 °C, zmerno hladna poletja in kratka obdobja zmrzali. V primerjavi z drugimi deli Leningrajske oblasti, je zima je tu običajno blažja a daljša, zaradi vpliva Finskega zaliva.
Karelijska ožina je priljubljen kraj za pohodništvo, kolesarjenje, smučanje (Korobitsyno in Kavgolovo), plezanje (blizu Kuznechnoye), vožnje s kanujem (Losevo), ribolov (od krapov ploščič, severne ščuke, platnice, evropskega ostriža, meneka in drugih), nabiranja gob (jurčki, brezovčki, lisičke, Lactarius resimus, razne mlečnice, Lactarius Rufus in druge), nabiranje jagodičja (borovnice, maline, gozdne jagode, brusnice, robidnice, in druge). Ožina je priljubljeno letovišče za Sanktpeterburžane od konca 19. stoletja, saj se lahko pripeljejo z vlakom iz terminala Finlyandsky. Ožina, zlasti kopno vzdolž železnic Sankt Peterburg-Vyborg in Sankt Peterburg-Priozersk je pozidana s številnimi dačami.
20–35 km širok pas zemljišč v okrožju Viborgski in Republiki Kareliji na zahodu od železnice Viborg-Hiitola, kakor tudi na otokih in obalah zaliva Viborg, spada v strogo varovano območje mejne kontrole, ki seže vse so obal Ladoškega jezera pri Hiitoli. Leta 1993–2006 cona je bila formalno 5 km široka, čeprav je bila v resnici vedno precej širša. Obisk je brez dovoljenja Odbora za finančno stabilnost (KGB v času Sovjetske zveze) prepovedan.

### Geološka zgodovina
Geološko Karelijska ožina leži na južnem robu Baltskega ščita v kristalinski skali. V zadnjem delu zadnje Weichsel poledenitve, se je deglaciacija v osrednjih delih ožine začela že 14000 let pred sedanjostjo, ko se je oblikovalo dno velikega jezera, ki so ga obkrožale ledene plošče. Med nadaljnjim odtajevanjem, v času Baltskega ledenega jezera, v zgodnji fazi visoke vode v Baltskem morju, ko se je ledeni pokrov umaknil do Salpausselkä, višje območje od ožine, kjer je ostal velik otok in so se pojavila velika jezera.
Pred 12.650 leti je bilo zemljišče v zaostrenih arktičnih razmerah s permafrostom in redko vegetacijo. V tem času se je razvila stepska tundra. Okoli 11.000 pred sedanjostjo se je podnebje začelo ogrevati in nastali so vlažni, prvi borovi in brezovi gozdovi.
Okoli 9.000 pred sedanjostjo se je jezero Ancilus, druga faza Baltskega morja, umaknilo, mnoga nižinska jezera so ostala izolirana tudi v depresijah prej narejenih z ledeniško dejavnostjo. Ladoško jezero je ostalo ločeno od morja. Zaradi dviga zemljišča okoli 5000 pred sedanjostjo je reka Vuoksi začela prazniti Ladoško jezero kot nov pritok jezera Saimaa. Ladoško jezero se je dvignilo, poplavilo nižinska jezera in Vuoksi in postalo povezano z morjem pri Heinjoki (zdaj Veshchevo), vzhodno od današnjega Vyborga. Okoli 3100–2400 pr.  n. št. se je pojavila reka Neva kot praznjenje Ladoškega jezera v Baltsko morje. Raven jezera se je postopoma znižala od 15–18 m na svojo sedanjo višino, 4–5 m nad morjem in nižinska jezera so bila ponovno izolirana. Vuoksi je še vedno imela pomemben neposreden odliv povezav do zaliva Vyborg. Povezava je izginila zaradi stalnega dviganja zemljišča v 2. tisočletju n. št.
Leta 1818 je prekop, ki je bil izkopan, za odtekanje pomladnih poplavnih vod iz jezera Suvanto (zdaj jezero Sukhodolskoye, 40 km dolgo ozko jezero v vzhodnem delu ožine) v Ladoško jezero, nepričakovano izginil in se spremenil v  reko Taipaleenjoki (zdaj reka Burnaya). Taipaleenjoki je začela odvajanje Suvanta in znižala raven za 7 m. Prvotne vode jezera Suvanto so tekle v reko Vuoksi prek plovnih poti v Kiviniemi (zdaj Losevo), a kot posledica sprememb so se poti izsušile. Leta 1857 je bil prekop spet skopan, vendar je tok obrnil smer, pokazale so se brzice in plovba ni bila mogoča. Od leta 1857 sta Suvanto in Taipaleenjoki postali južni krak reke Vuoksi, ki je znižala raven prvotnega severnega kraka, ki je tekel v Ladoško jezero v bližini Kexholma (zdaj Priozersk) za 4 m in se izoliral kot ločeno porečje.

### Naselja
- Kamennogorsk (finsko Antrea)
- Kuznečnoj (Kaarlahti)
- Lesogorski (Jääski)
- Primorsk, Leningrajska oblast (Koivisto)
- Priozersk (Käkisalmi)
- Roščino, Leningrajska oblast (Raivola)
- Sankt Peterburg (Pietari)
- Sertolovo (Sierattala)
- Sestroreck (Siestarjoki)
- Sovetski, Leningrajska oblast (Johannes)
- Svetogorsk (Enso)
- Toksovo (Toksova)
- Vsevoložsk (Seuloskoi)
- Viborg (Viipuri)
- Visock (Uuras)
- Zelenogorsk, okrožje Sankt Peterburg (Terijoki).

## Zgodovina

### Arheologija
Poleg starih mest Vyborg in Priozersk in cerkve na otoku Konevets v Ladoškem jezeru od konca 19. stoletja, so bile odkrita številna druga arheološka najdišča. Številne arheološke ostanke iz mezolitika, neolitika, bakrene dobe in bronaste dobe se pojavljajo po vsej ožini. Vzhodni del Karelijske ožine gosti številne srednjeveške ostanke. Obstaja veliko grobov iz 10.–15. stoletja s kovinskimi in keramičnimi predmeti vzdolž severnega kraka reke Vuoksi, v bližini jezera Sukhodolskoye in v nekaterih drugih mestih v okrožju Priozersky. Na južni obali jezera Sukhodolskoye so zelo pogoste male srednjeveške pokopne gomile. Precej velikih kultnih kamnov so odkrili ob teh vodnih telesih, kot tudi kupe kamenja (angl.: cairn) v strnjenih naseljih. Odkrili so tudi ostanke več podeželskih naselij tudi na obali Ladoškega jezera. Ostanki mesta Tiuri (Tiversk) iz 10.-15. stoletja, so izkopali na nekdanjem otoku v severnem kraku reke Vuoksi v bližini vasi Tiuri (zdaj Vasiljevo). Našli so nekaj zakladov srebrnega nakita in srednjeveške arabske in zahodno evropske kovance, kar kaže, da je bila ožina na določenih trgovskih poteh ob Volgi (v tistem času, ko je imela reka Vuoksi odtok v zaliv Vyborg).

### Prazgodovina in srednji vek
Predniki Fincev so prišli na Karelijsko ožino verjetno okoli 8500 pr. n. št..
V 11. st. sta Švedska in Republika Novgorod začeli tekmovati za pravice pobiranja davka. Pogodba iz Nöteborga iz leta 1323 je med njima vzpostavila mejo vzdolž rek zdaj znanih kot Sestra in Volchya.

### 17.–20. stoletje
V 17. stoletju Švedska dobila celotno ožino, tudi Ingrijo. V tem času je veliko Karelijcev pobegnilo v Tversko Karelijo.
Od 1721-1812 je ožina pripadala Ruskemu imperiju, ki je zmagal v Veliki severni vojni, ki se je začela z rusko osvojitvijo Ingrije, kjer je bilo na južnem koncu ožine ustanovljeno novo cesarsko glavno mesto Sankt Peterburg (1703), na mestu starega švedskega mesta Nyenskans. Nato je bila leta 1812 severozahodna polovica prenesena kot del Stare Finske, v avtonomno Veliko vojvodino Finske, ustanovljeno leta 1809 in v personalno unijo z Rusijo.
Zaradi svoje velikosti, ugodnega podnebja, bogatih ribolovnih vod in bližine Sankt Peterburga, je, ko je industrijska revolucija dobila zagon v 19. stoletju, Karelijska ožina postala najbogatejši del Finske. Železnice Sankt Peterburg-Vyborg-RIIHIMÄKI (1870), Vyborg-Hiitola-Sortavala (1893), Sankt Peterburg-Keksholm-Hiitola (1917) sta prečkali ožino in prispevali k njenemu gospodarskemu razvoju. Do konca 19. stoletja so območja v bližini in vzdolž odseka proge Sankt Peterburg-Vyborg postala priljubljen kraj za letovanje za premožne Sankt Petersburžane.
Ko Finska razglasila svojo neodvisnost leta 1917 je ožina (razen območje, ki približno ustreza današnjemu okrožju Vsevolozhsky in nekaj okrožij Sankt Peterburga) ostalo finsko, kot del province Viipuri s središčem v Viipuriju, drugem največjem finskem mestu. Precejšen del preostalega območja, ki ga naseljujejo Ingrijski Finci se je odcepilo od boljševiške Rusije, kot je Finska podprla republiko Severna Ingrija, vendar je bila ta ponovno vključena z Rusijo do konca leta 1920 v skladu s pogoji pogodbe iz Tartuja. Leta 1928-1939 so deli ožine, ki je pripadala Rusiji, ustanovili okrožje Narodni Kuivaisi s središčem Toksova, s finščino kot uradnim jezikom, v skladu s politiko nacionalne razmejitve v Sovjetski zvezi. Vendar pa je leta 1936 Sovjetska vlada celotno finsko populacijo v župnijah Valkeasaari, Lempaala, Vuole in Miikkulainen ob finski meji izgnala. 

### Druga svetovna vojna
Številne obrambne linije so prečkale ožino med sovjetsko-finskimi spopadi v drugi svetovni vojni, kot je Mannerheimova linija, VKT-linija, VT-linija, glavna linija (finska) in KaUR (sovjetska) in fronte selila sem in tja čeznjo.
V novembru 1939 je Sovjetska zveza uprizorila bombardiranje Mainila in napadla Finsko,  kar je postalo znano kot Zimska vojna, ki je zahtevala nesorazmerno veliko smrtnih žrtev  Rdeče armade. Šele februarja 1940 je sovjetskim silam uspelo prodreti na Mannerheimovo linijo čez ožino. Finska je odstopila Karelijsko ožino in Ladoško Karelijo Sovjetski zvezi po podpisu miru v Moskvi 12. marca, po  protokolu, priloženim k mirovni pogodbi; boj se je končal opoldne (po Leningrajskem času), 13. marca in 26. marca so se finski vojaki popolnoma umaknili. Celotna karelska populacija, okoli 422 tisoč ljudi je bilo evakuiranih v druge dele Finske. 31. marca je bila večina odstopljenega ozemlja vključena v Karelo-finsko SSR s sklepom vrhovnega sveta Sovjetske zveze (v ožini okrožja Jääski, Kexholm in Vyborg). Okrožja Kanneljärvi, Koivisto in Răutu kot tudi mesto Terijoki pa so bili vključeni v Leningrajsko oblast.
Leta 1941, med drugo svetovno vojno, je Nemčija napadla Sovjetsko zvezo v operaciji Barbarossa. Nekaj dni kasneje se je začela Nadaljevalna vojna, kot je znana na Finskem. Finska je sprva pridobila izgubljeno ozemlje, ko je dosegla rusko stran meje iz leta 1939 in bila kot posreden prispevek k obleganju Leningrada. Nekaj od 260.000 evakuiranih Karelijcev se je vrnilo domov.
9. junija 1944 so močne sovjetske sile odprle Vyborško ofenzivo in potisnile fronto iz meje pred 1939 do Vyborga v desetih dneh. Vrnjeni Karelijci so znova bežali na Finsko. V bitki pri Tali-Ihantala, 25. junija - 9. julija, so Finci koncentrirali svojo vojaško moč in ofenzivo zaustavili na reki Vuoksi, v SZ delu ožine, na najbližjem mestu le 40 kilometrov od meje iz leta 1940. V Moskvi se je vojna končala s premirjem, ki je bil podpisan 19. septembra 1944. Celotna ožina je postala sovjetska, čeprav večina tega ni bila nikoli zajeta v bitkah. Meja iz mirovne pogodbe iz Moskve (1940) je bila priznana s strani Finske spet v miru v Parizu, leta 1947.

### Po vojni
Prebivalstvo Karelijske ožine so skoraj v celoti nadomestili po vojni z ljudmi iz drugih delov Sovjetske zveze, predvsem Rusov. Velika večina starih finskih toponimov na zasedenih ozemljih so preimenovali v ruske. Finski toponimi iz ozemelj, vključenih v Karelo-finsko SSR in južnem delu ožine so večinoma ostali. Zgradili so veliko mladinskih poletnih taborov, nekateri od njih še vedno obstajajo.

## Transport
Zahodni del Karelijske ožine je pomemben prometni koridor, ki povezuje Skandinavijo in osrednjo Rusijo. Primorsk, je ime za Baltski plinovodni sistem, ki je v zadnjem času postal eno izmed najbolj učinkovitih ruskih pomorskih pristanišč, ki se nahaja tukaj.
Edina avtocesta na ožine, je pred kratkim zaključena E18 "Skandinavija" (M10) iz Sankt Peterburga skozi Vyborg in Vaalimaa.
Prekop Saimaa (odprt leta 1856), je pomembna povezovalna celinska plovna pot na Finsko iz Finskega zaliva.
Preko Karelijske ožine potekajo številne železnice; vlaki prihajajo iz železniških terminalov Finlyandsky in Ladozhsky v Sankt Petersburgu.

## Industrija
Celuloza in papir, sečnja in obdelava lesa, so dobro razvite panoge v okrožjih Vyborgsky in Priozersky (JSC Svetogorsk, celuloza in papirnica v Svetogorsku, Vyborgsky tovarna celuloze in papirja v Vyborgu, Tovarna pohištva Priozersky in Lesno industrijski kompleks, kakor tudi druga manjša podjetja so vsa na ožini). Industrija celuloze in papirja seveda neugodno vpliva na okolje. Predhodnik priozerskih objektov, Priozersky celulozni in papirni mlin, velik onesnaževalec Ladoškega jezera, zgrajen leta 1931, so zaprli leta 1986. Severni in zahodni deli ožine so tudi pomembno nahajališče granita (kamnolomi v Kuznechnoye, kot tudi številni drugi vzdolž železnice Vyborg-Hiitola). 
Ladjedelnica Vyborg je ena največjih ladjedelniških družb v SZ Rusiji. Roskar farma piščancev v Pervomayskoye je vodilni proizvajalec piščancev in jajc.
V okrožju Vsevolozhsky se nahaja državni obrat Morozov, ki je pomemben proizvajalec barv, lepila, abrazivnih in drugih snovi. V Kuzmolovsky, okrožje Vsevolozhsky, v bližini postaje Kapitolovo ob železnici Sankt Petersburg-Hiitola, se nahaja jedrsko podjetje Izotop, ki je specializirano za prevoz jedrskih snovi in radioaktivnih odpadkov. Barja v okrožju Vsevolozhsky, vzdolž obale Ladoškega jezera in reke Neve so bila glavni viri šote za gorivo. Zdaj jo kopljejo v manjših količinah, predvsem za kmetijske namene. Okrožje je tudi pomemben dobavitelj peska. Tovarna Ford Motor Company proizvaja vozila Ford Focus in je bila odprta leta 2002 v Vsevoložsku.

## Vojska
Karelijska ožina je vključena v Leningrajsko vojaško okrožje oboroženih sil Ruske federacije. Na ožini je več vzletišč: Levashovo, Pribylovo in Gromovo. Druga letališča v Veščevo in Kasimovo (Vartemyagi) so opustili. V severnem delu okrožja Vsevolozhsky, južno od meje Stare Finske, se nahaja Karelijska utrjena regija (KaUR), ki je bila rekonstruiran šele leta 1960, zdaj pa se zdi, da jo bo treba opustiti. Med Kamenka in Kirillovskoye je skladišče tankov Bobochinsky (195.975 km², ustanovljeno leta 1913) in številni vojaški objekti v nižinah med Ladoškim jezerom in Sankt Petersburg-Hiitola železnico, tudi skladišče artilerije Rzhevsky (ustanovljeno leta 1879), ki obsega območje 740 kvadratnih kilometrov, ki ga obdaja cesta življenja, cesti Rzhevka - Novoye Devyatkino in Novoye Devyatkino - Matoksa in obala Ladoškega jezera (na voljo za obiskovalce od leta 2003). Leta 2006 je bil zgrajen Voronezh zgodnji opozorilni radarski sistem v Lekhtusi, okrožje Vsevolozhsky. Pristanišče Vysotsk je baza baltske flote. 138. brigada se nahaja v Kamenki, in 56. Okrožni center za usposabljanje v Sertolovu.

## Pomembni ljudje iz ožine
- Martti Ahtisaari, finski predsednik
- Georg Elfvengren, finski vojaški poveljnik
- Gustav Hägglund, finski vojaški poveljnik
- Max Jakobson, finski diplomat
- Gustaf Komppa, finski kemik
- Juho Niukkanen, Finnish politician
- Karl Lennart Oesch, finski vojaški poveljnik
- Larin Paraske, finski ljudski pesnik
- Edith Södergran, švedsko govoreči finski pesnik.
- Lauri Törni, rojen v Viipuri, je bil vojak, dobitnik Mannerheimskega križa v nadaljevanju vojne, ki je kasneje služil z nemški in ameriški vojski.
- Uno Ullberg, finski arhitekt
- Johannes Virolainen, finski politik
- Artturi Ilmari Virtanen, finski kemik, prejemnik  Nobelove nagrade za kemijo 1945